# 霍凱鎮區 (堪薩斯州奧斯伯恩縣)
霍凱鎮區（英語：Hawkeye Township）為美國堪薩斯州奧斯伯恩縣轄下的鎮區。2010年美国人口普查中該鎮區人口有33人。

## 地理
霍凱鎮區涵蓋總面積為92.53平方（35.73平方英里），其中92.11平方（35.56平方英里）為陸地，0.41平方（0.16平方英里）或0.45%為水域。海拔高度548（1,798英尺）。

## 人口統計
根據2010年美國人口普查，霍凱鎮區人口有33人，住房16戶，人口密度為0.36人/每平方公里。此鎮區居民之種族中，白人有32人，非裔美國人有0人，美洲原住民有0人，亞裔美國人有0人，太平洋島裔美國人有0人，其他種族有0人，混血種族則有1人。此外此鎮區有1人為西班牙裔或拉丁裔美國人。